# Mastixis asteralis
Mastixis asteralis là một loài bướm đêm trong họ Noctuidae.